# I Raggruppamento idrovolanti
Il I Raggruppamento idrovolanti era un gruppo di volo del Servizio Aeronautico del Regio Esercito, attivo nella prima guerra mondiale.

## Storia

### Prima guerra mondiale
Il I Raggruppamento idrovolanti nell'aprile 1917 dispone delle prime sezioni FBA Type H al comando del Capitano Ivo Varanini per il Comando in Capo del Dipartimento marittimo di La Spezia.
Le sue Sezioni FBA erano a Sanremo, Porto Maurizio, Sezione FBA Varazze, La Spezia, Livorno, Piombino e Civitavecchia oltre alla Sezione Caproni Ca.33 con cannoncino di Campiglia Marittima.
Dal marzo 1918 le sezioni diventano 266ª Squadriglia, 267ª Squadriglia e 268ª Squadriglia, in aprile la 269ª Squadriglia, in maggio la 271ª Squadriglia, 272ª Squadriglia, 273ª Squadriglia e 274ª Squadriglia, in luglio la 285ª Squadriglia e la 242ª Squadriglia da Difesa dell'Aeroporto di Sarzana-Luni e verso la fine della guerra la 202ª di Campiglia.
Viene sciolto nel maggio 1919 dopo la nascita del Comando di Aeronautica Alto Tirreno della Regia Marina del 1º giugno.

### Il dopoguerra
Il 28 aprile 1924 diventa 79º Gruppo Idro di Spezia inquadrato nel 25º Stormo Idro di Roma attraverso il Comando ½ Stormo Alto Tirreno di Spezia.
Il 5 novembre 1925 il 25º Stormo Idro diventa 26º Stormo Idro inquadrato alle dipendenze del Comando Aviazione Alto Tirreno.

### Seconda guerra mondiale
Al 15 ottobre 1943 era all'Arsenale militare marittimo di Taranto sui CANT Z.501 e CANT Z.506 della Regia Aeronautica con la 139ª Squadriglia, 149ª e 183ª Squadriglia.